# District de Kuji
Le district de Kuji (久慈郡, Kuji-gun) est un district de la préfecture d'Ibaraki, au Japon.

## Géographie

### Démographie
Au 1er janvier 2014, la population du district de Kuji était de 18 698 habitants répartis sur une superficie de 325,78 km2.

### Municipalité du district
- Daigo